# Don Kichote według Orsona Wellesa
Don Kichote według Orsona Wellesa (hiszp. Don Quijote de Orson Welles) – amerykańsko-hiszpańsko-włoski film z 1992 roku w reżyserii Orsona Wellesa, nad którym pracę zaczęto w 1955 roku, a dokończony został po śmierci reżysera.

## Historia filmu
Film inspirowany był klasycznym hiszpańskim dziełem literackim, Don Kichot i finansowany był przez samego reżysera; praca nad nim trwała 15 lat, i została ostatecznie zawieszona przez głównego twórcę. W latach 80. XX wieku Oja Kodar, której Welles zapisał w spadku prawa do wszystkich niedokończonych projektów, zdecydowała się na dokończenie Don Kichota. Do źle zachowanych materiałów zdjęciowych dotarł potem jeden z asystentów Wellesa przy filmie Falstaff – reżyser Jesús Franco, który zgodził się na reżyserowanie filmu. Z powodu problemów związanych z prawami autorskimi, film nie doczekał się dystrybucji. Pierwszy raz pokazany na festiwalu w Cannes w 1992.

## Obsada
- Francisco Reiguera – Don Kichot
- José Mediavilla – Don Kichot (głos, część scen w nowej wersji)
- Akim Tamiroff – Sancho Pansa
- Juan Carlos Ordóñez – Sancho Pansa (głos, część scen w nowej wersji)
- Orson Welles –
  - on sam (nagrania archiwalne, nowa wersja),
  - Narrator (głos, stara wersja)
- Constantino Romero – Narrator (głos, nowa wersja)
- Fernando Rey – Narrator (głos, ostatnia scena nowej wersji)
- Patty McCormack – Dulcynea (stara wersja)
- Paola Mori – kobieta na motoskuterze
- Beatrice Welles
- Oja Kodar